# Johann Schweinacher
Johann Schweinacher (* um 1725 in Matrei in Osttirol; †  16. März 1793 in Landshut) war ein österreichisch-deutscher Orgelbauer und Begründer einer Orgelbauerfamilie.

## Leben
Johann Schweinacher heiratete am 23. November 1756 als Geselle die Tochter Maria Theresia seines verstorbenen Lehrherren Franz Mitterreither († 1752) in der Martinskirche und wurde dessen Nachfolger. Sein Sohn, Joseph Schweinacher, dessen Ehe kinderlos geblieben ist, übergab 1843 den Betrieb an Johann Ehrlich.

## Werkliste (Auswahl)
| Jahr    | Ort                 | Gebäude            | Bild | Manuale | Register | Bemerkungen |
| ------- | ------------------- | ------------------ | ---- | ------- | -------- | --- |
| 1759    | Landshut            | Dominikanerkirche  |      | I/P     | 13       | Gehäuse erhalten in der Pfarrkirche St. Ulrich in Aich |
| 1759    | Landshut            | Theklakapelle      |      | I       | 5        | → Orgel |
| 1759    | Lengdorf            | St. Petrus         |      | I/P     | 8        | Gehäuse erhalten; Neubau Weise 1920 |
| 1760    | Altenerding         | Mariä Verkündigung |      | I/P     | 12       | Prospekt erhalten; 1891 Orgelwerk von Steinmeyer (1881, ursprünglich im Kloster Zangberg) eingebaut; 1993 Neubau durch Vleugels im historischen Prospekt → Orgel |
| 1761    | Holzhausen          | St. Valentin       |      | I/P     | 8        | nicht erhalten |
| 1765    | Langenpreising      | St. Martin         |      | I/P     | 4        | nicht erhalten → Orgel |
| um 1765 | Pürkwang            | St. Andreas        |      | I/P     | 9        | nicht erhalten |
| 1768    | Taufkirchen (Vils)  | Pauli Bekehrung    |      | I/P     | 10       | nicht erhalten |
| 1776    | Altheim (Essenbach) | St. Andreas        |      | I/P     | 8        | erhalten im Hans-Carossa-Gymnasium in Landshut |
| 1782    | Oberotterbach       | St. Leonhard       |      |         |          | Gehäuse bis auf Schleierbretter erhalten → Orgel |
| um 1785 | Unterneuhausen      | St. Laurentius     |      |         |          | nicht erhalten; 1906 Neubau durch Willibald Siemann |